# Millénarisme
Le millénarisme, ou chiliasme (du grec ancien χιλιασμός / khiliasmós, dérivé de χίλιοι / khílioi,  « mille »), est un ensemble de croyances qui soutient l'idée d'un règne terrestre du Messie, après que celui-ci aura chassé l'Antéchrist et préalablement au Jugement dernier. Ce système de pensée attend une rédemption collective débouchant sur un royaume ici-bas qui sera une sorte de paradis terrestre retrouvé.
Cette pensée est présente dans certains courants du judaïsme, dans l'Apocalypse, dans les écrits des Pères apostoliques et dans l'islam sunnite et chiite.

## Écrits intertestamentaires
- Les Psaumes de Salomon
- IV Enoch, voir le Livre d'Hénoch
- Le Livre de Daniel
- L'apocalypse de Baruch
- Livre des Jubilés

## Historique

### Judaïsme
L'eschatologie juive au temps de Jésus de Nazareth peut se ramener à deux systèmes fondamentaux, se distinguant par la durée plus ou moins longue, éternelle ou temporelle attribuée au règne du Messie.
Dans le premier, la venue de celui-ci coïncide avec la fin du monde : à son avènement les méchants se coalisent contre lui, il les défait, le jugement général a lieu, les méchants sont châtiés, les bons triomphent éternellement avec le Messie.
Dans le second, le règne du Messie s'achève avant la fin du monde. Après avoir vaincu ses ennemis, il gouverne un certain temps le peuple des justes, puis l'univers est transformé, les morts ressuscitent et sont jugés, chacun reçoit sa récompense ou sa peine : l'éternité commence.
Les points suivants se retrouvent dans les deux systèmes, bien que dans un ordre différent :
- les signes avant-coureurs de la catastrophe : bouleversement de la nature, phénomènes terrifiants, guerres, famines, apostasie universelle, etc.[2] ;
- la venue d'Élie qui doit tout rétablir[3] et annoncer la venue du Messie (Malachie 3;1 et 4;5).
- l'avènement du Messie, précédant, accompagnant ou suivant le jugement et la consommation dernière ;
- la coalition des impies contre lui sous la direction d'un chef[4], qui n'est pas nommé, mais que les chrétiens appelleront Antéchrist ;
- la défaite et l'écrasement des coalisés tantôt par Dieu, tantôt et plus souvent par le Messie[5] ;
- le règne messianique avec une Jérusalem nouvelle, purgée des idolâtres qui la souillaient[6] ou même descendue du ciel[7] avec tout le peuple juif — même les morts — rassemblé de sa dispersion[8] avec Dieu pour chef suprême et Roi absolu[9] avec sa postérité sans mélange, sa paix profonde, ses joies et sa félicité parfaite[10] ;
- la transformation du monde par la consumation de ce que l'ancien avait de corruptible et de mortel[11] ;
- la résurrection des morts.

### Apocalypse
« 20:1 Puis je vis descendre du ciel un ange, qui avait la clef de l'abîme et une grande chaîne dans sa main.
20:2 Il saisit le dragon, le serpent ancien, qui est le diable et Satan, et il le lia pour mille ans.
20:3 Il le jeta dans l'abîme, ferma et scella l'entrée au-dessus de lui, afin qu'il ne séduisît plus les nations, jusqu'à ce que les mille ans fussent accomplis. Après cela, il faut qu'il soit délié pour un peu de temps.
20:4 Et je vis des trônes ; et à ceux qui s'y assirent fut donné le pouvoir de juger. Et je vis les âmes de ceux qui avaient été décapités à cause du témoignage de Jésus et à cause de la parole de Dieu, et de ceux qui n'avaient pas adoré la bête ni son image, et qui n'avaient pas reçu la marque sur leur front et sur leur main. Ils revinrent à la vie, et ils régnèrent avec Christ pendant mille ans.
20:5 Les autres morts ne revinrent point à la vie jusqu'à ce que les mille ans fussent accomplis. C'est la première résurrection.
20:6 Heureux et saints ceux qui ont part à la première résurrection ! La seconde mort n'a point de pouvoir sur eux ; mais ils seront sacrificateurs de Dieu et de Christ, et ils régneront avec lui pendant mille ans.
20:7 Quand les mille ans seront accomplis, Satan sera relâché de sa prison.
20:8 Et il sortira pour séduire les nations qui sont aux quatre coins de la terre, Gog et Magog, afin de les rassembler pour la guerre ; leur nombre est comme le sable de la mer. »

— Apocalypse

### Pères apostoliques

#### Épître de Barnabé
Chapitre 15 :
1. L'Écriture mentionne également le sabbat dans les dix paroles que Dieu dit à Moïse, sur le Mont Sinaï, lui parlant face à face. « Sanctifiez le sabbat du Seigneur avec des mains pures et un cœur pur »[12] ;
2. Dans un autre endroit : « Si mes fils observent le sabbat, c'est alors que je répandrai sur eux ma miséricorde »[13] ;
3. Du sabbat, il est fait mention dès le commencement, à la création : « Dieu fit en six jours les œuvres de ses mains ; le septième jour il les acheva et il se reposa le septième jour et le bénit »[14] ;
4. Faites attention, mes enfants, à ce que signifient ces mots : « Il acheva son œuvre en six jours ». Cela veut dire qu'en six mille ans, le Seigneur achèvera toutes choses, car pour lui un jour signifie mille années. C'est lui-même qui l'atteste par ces mots : « Voici, un jour du Seigneur sera comme mille années »[15]. Donc, mes enfants, en six jours, c'est-à-dire en six mille ans, toutes choses auront achevé leur cours ;
5. « Il se reposa le septième » veut dire : lorsque son Fils sera venu mettre une fin au temps de l'« injuste », juger les impies, métamorphoser le soleil, la lune et les étoiles, alors il se reposera le septième jour ;
6. Mais il est encore dit : « Vous le sanctifierez avec des mains pures et un cœur pur »[16]. S'il y avait aujourd'hui un homme capable de sanctifier, par la pureté de son cœur, le jour que Dieu a rendu saint, l'erreur est totale ;
7. Mais remarquez-le bien, nous n'entrerons pleinement dans le repos pour le sanctifier, que lorsque nous serons nous-mêmes justifiés ; nous serons en possession de la promesse, lorsqu'il n'y aura plus d'injustice et que le Seigneur aura renouvelé toutes choses. Alors nous pourrons sanctifier le septième jour, ayant été nous-mêmes d'abord sanctifiés ;
8. De plus il dit : « Je ne supporte plus vos nouvelles lunes ni vos sabbats »[17] vous voyez ce qu'il veut dire, ce ne sont pas les sabbats du temps présent qui sont acceptables pour moi, mais celui que j'ai fait, dans lequel je donnerai repos et préparerai le début d'un huitième jour, qui est le début d'un autre monde ;
9. Ainsi nous célébrons aussi le huitième jour avec joie, car en celui-ci Jésus ressuscita des morts, et apparut, et monta aux cieux.

#### Papias
D'après les fragments de ses écrits transmis par Eusèbe de Césarée dans son Histoire ecclésiastique,  Papias, évêque de Hiérapolis au début du IIe siècle, soutenait l'idée d'un règne terrestre du Christ.
Irénée de Lyon , docteur de l'Eglise né vers 140 en Asie mineure, rapporte d'autres fragments de l'oeuvre de Papias, dont une citation de son livre des exégèses dans laquelle Papias décrit ce que les saints mangeront lors du millenium :
(Adv. Hae. V, 33, 3): « Il viendra des jours où des vignes croîtront, qui auront chacune dix mille ceps, et sur chaque cep dix mille branches, et sur chaque branche dix mille bourgeons, et sur chaque bourgeon dix mille grappes, et sur chaque grappe dix mille grains, et chaque grain pressé donnera vingt-cinq métrètes de vin. Et lorsque l'un des saints cueillera une grappe, une autre grappe lui criera : Je suis meilleure, cueille-moi et, par moi, bénis le Seigneur ! De même le grain de blé produira dix mille épis, chaque épi aura dix mille grains et chaque grain donnera cinq chénices de belle farine ; et il en sera de même, toute proportion gardée, pour les autres fruits, pour les semences et pour l'herbe. Et tous les animaux, usant de cette nourriture qu'ils recevront de la terre, vivront en paix et en harmonie les uns avec les autres et seront pleinement soumis aux hommes. » (trad. A. Rousseau).

#### Justin
Par son Dialogue avec Tryphon rédigé vers 148, Justin de Naplouse est l'un des grands témoins de la croyance au millenium dans les premières générations chrétiennes.
« Pour moi, et les chrétiens d'orthodoxie intégrale, tant qu'ils sont, nous savons qu'une résurrection dans la chair arrivera pendant mille ans dans Jérusalem rebâtie, décorée et agrandie, comme les prophètes Ezéchiel, Isaïe et les autres l'affirment. » 
Justin annonce un royaume de mille ans, d'où l'injustice sera bannie et où l'humanité régénérée continuera à procréer, mais seulement pour la bénédiction ;
« Mes élus ne peineront pas en vain, ils ne procréeront pas pour la malédiction, ils seront une race juste et bénie par le Seigneur et leurs enfants avec eux. »
Justin met les paroles de Pierre : « Pour le Seigneur, un jour est comme mille ans » (2 Pierre 3:8) en rapport avec l'histoire du monde qui, dans le plan de Dieu, selon lui, doit récapituler la création ; les 6 jours correspondraient à 6000 ans, et le 7ème jour du repos divin serait alors le millénaire attendu.

#### Irénée
Grand défenseur du millénarisme chrétien des premiers siècles, Irénée de Lyon, né vers 140 en Asie Mineure, reprend le raisonnement de Justin selon lequel au terme de six mille années qui représentent les six jours de la création, et après une période d'épreuves, Dieu apportera un temps de repos et de paix qui sera le septième millénaire.
« Or, après que l'Antéchrist aura réduit le monde entier à l'état de désert... le Seigneur viendra du haut du ciel, sur les nuées, dans la gloire de son Père, et il enverra dans l'étang de feu l'Antéchrist avec ses fidèles ; il inaugurera en même temps pour les justes le temps du royaume, c'est-à-dire le repos, le septième jour sanctifié. »
Selon Irénée, l'acheminement des justes vers la vie céleste comprend une série d'étapes ; d'abord l'envoi des âmes justes dans un lieu d'attente, le paradis terrestre retrouvé au-delà de la mort, puis la résurrection corporelle de ces élus pour le royaume de mille ans, et enfin, après le jugement dernier, l'entrée dans la Jérusalem céleste.
Le livre V de Contre les hérésies traite du règne du Christ sur la terre avec ses élus.
Adv. Hae. V, 33, 2 :
C'est pourquoi le Seigneur disait : « Lorsque tu donnes un dîner ou un souper, n'invite pas des riches, ni des amis, des voisins et des parents, de peur qu'eux aussi ne t'invitent à leur tour et qu'ils ne te le rendent ; mais invite des estropiés, des aveugles, des pauvres, et heureux seras-tu de ce qu'ils n'ont pas de quoi te rendre, car cela te sera rendu lors de la résurrection des justes. » Il dit encore : « Quiconque aura quitté champs, ou maisons, ou parents, ou frères, ou enfants à cause de moi, recevra le centuple en ce siècle et héritera de la vie éternelle dans le siècle à venir. » Quel est en effet le centuple que l'on recevra en ce siècle, et quels sont les dîners et les soupers qui auront été donnés aux pauvres et qui seront rendus ? Ce sont ceux qui auront lieu au temps du royaume, c'est-à-dire en ce septième jour qui a été sanctifié et en lequel Dieu s'est reposé de toutes les œuvres qu'il avait faites : vrai sabbat des justes, en lequel ceux-ci, sans plus avoir à faire aucun travail pénible, auront devant eux une table préparée par Dieu et regorgeant de tous les mets.
Adv. Hae. V, 28, 2 :
Il animera cette image, au point qu'elle en vienne même à parler, et il fera mettre à mort tous ceux qui n'adoreront pas cette image. Il fera encore donner à tous une marque sur le front et sur la main droite, afin que personne ne puisse acheter ni vendre, s'il n'a la marque du nom de la bête ou le chiffre de son nom : ce chiffre, c'est six cent soixante-six », c'est-à-dire six centaines, six dizaines et six unités, pour récapituler toute l'apostasie perpétrée durant six mille ans.
Adv. Hae. V, 28, 3 :
Car autant de jours a comporté la création du monde, autant de millénaires comprendra sa durée totale. C'est pourquoi le livre de la Genèse dit : « Ainsi furent achevés le ciel et la terre et toute leur parure. Dieu acheva le sixième jour les œuvres qu'il fit, et Dieu se reposa le septième jour de toutes les œuvres qu'il avait faites. » Ceci est à la fois un récit du passé, tel qu'il se déroula, et une prophétie de l'avenir : en effet, si « un jour du Seigneur est comme mille ans » et si la création a été achevée en six jours, il est clair que la consommation des choses aura lieu la six millième année.

### Période patristique
Les premiers Pères de l'Église que furent saint Justin de Naplouse, Lactance, Papias, Irénée, mais aussi Tertullien, croyaient en une première résurrection de la chair. Les nombreuses références au repas ou à la nourriture en témoignent.
Cette croyance repose aussi sur l'interprétation du Sabbat ou septième jour comme le règne terrestre du Messie.
Cette première résurrection aura lieu après que le Christ aura repoussé la coalition des rois de la terre dirigée par l'Antéchrist et que Satan aura été lié pour mille ans.
Pendant cette période les martyrs sont associés au règne du Messie.
À la fin de ce règne, Satan suscitera une deuxième rébellion qui amènera la venue de Dieu, le Jugement dernier et une nouvelle terre.
Les premiers chrétiens considéraient donc les textes selon leur sens littéral, traitant d'événements qui auront lieu dans les derniers temps.
Selon le spécialiste Jean Delumeau, le millénarisme a perduré au sein de l'Église chrétienne jusqu'à Augustin. Celui-ci a fait reculer la croyance millénariste en raison des perspectives d'avenir trop charnelles ou matérielles et pas assez spirituelles. Augustin proposa donc une lecture symbolique de l'Apocalypse et enseigna que la naissance du Christ avait fait commencer les mille ans de son règne terrestre. Les instances officielles de l'Église catholique (romaine) entérinèrent cette interprétation.

### Joachimisme médiéval
Dans le prolongement de Joachim de Flore, moine cistercien du XIIe siècle, certains mouvements franciscains (Pierre de Jean Olivi, Ubertin de Casale, Ange Clareno) développent une théologie de l'histoire en trois temps selon laquelle François d'Assise serait la figure qui introduit le nouvel ordre identifié avec l'Ordre franciscain.
La postérité de Joachim de Flore perdurera à travers la Réforme protestante, puis avec une vision de l'accomplissement historique de l'eschatologie.

## Différentes interprétations
Depuis que Augustin d'Hippone décida qu'un symbolisme spirituel était préférable à la lecture littérale, plusieurs conceptions du millénium sont apparues, que l'on peut classer globalement en trois catégories.

### Amillénarisme
Les amillénaristes refusent la pensée d'un règne de Jésus-Christ sur Terre. Ils assimilent le millénium au règne éternel (chapitres 21 et 22 de l'Apocalypse) et appliquent les prophéties concernant le rétablissement d'Israël à l'Église. C'est la doctrine de l'Église catholique, de l'Église orthodoxe, de l'Église anglicane, de l'Église réformée, de l'Église luthérienne, et de certaines Eglises évangéliques.

### Postmillénarisme
Les postmillénaristes situent la parousie, le retour du Messie, après les mille ans de règne.
Cette période prospère et bénie correspondrait à une victoire provisoire de l'Église du Christ après la chute de l'Empire romain (cf. Ap 18,21). En somme un temps de chrétienté, avant un retour offensif de l'esprit du mal (cf. Ap 20,7).
Parmi ceux-ci, Gaston Georgel (1899-1988) exposa sa thèse dans Les quatre âges de l'Humanité. Il situe le millénium comme étant compris entre l'édit de Milan (313, phonétiquement 1 000 ans) et la destruction de l'ordre du Temple (1313). Cette thèse basée sur les travaux d'un ecclésiastique, Mgr Decouvoux, fait du millénium l'âge d'or du christianisme, et conclut à un prélude au déchaînement de Satan à la fin du cycle.

### Prémillénarisme
Plus proches de la lecture littérale, les prémillénaristes conçoivent le retour de Jésus-Christ avant le millénium.

#### Évangéliques
Un grand nombre de prémillénaristes associent le millénaire et l'Enlèvement de l'Église selon trois courants doctrinaux majeurs: pré-tribulationisme, mid-tribulationisme et post-tribulationisme (chacun dépendant du moment où l'Église sera enlevée, soit avant, au milieu ou à la fin des tribulations telles que décrites dans l'Apocalypse de Jean). Selon le courant le plus répandu, le pré-tribulationisme, dans un premier temps, l'Église sera enlevée (1 Thessaloniciens 4.16-18) et ainsi préservée des jugements qui frapperont le monde (Apoc 3.10) pendant 7 ans, puis sera unie au Messie (Apoc 19.7-8) avant que celui-ci ne vienne effectuer le millénium (Apoc 20.1-6), c'est-à-dire un règne de paix de 1 000 ans sur la terre. Après quoi viendra le Jugement dernier (Apoc 20.11-15), la fin du monde et l'entrée dans un monde nouveau (Apoc 21.1).
C'est la conception des dispensationalistes (Darby, Ryrie...) en vigueur dans la plupart des églises évangéliques: Assemblées de Frères, églises baptistes et pentecôtistes...

#### Église adventiste du Septième Jour
Voici brièvement l'enseignement concernant le millénium, tel que compris jusqu'à ce jour[Quand ?] par l'Église adventiste du Septième jour, depuis ses débuts :
- les élus décédés seront ressuscités lors de "la première résurrection[26]" (qui aura lieu pendant le retour en gloire du Christ[27]) et — avec les élus qui ne seront pas passés par la mort[28] — ils iront passer mille ans au ciel avec le Christ[29]. Entre autres, les Adventistes voient des raisons de le croire dans le fait que 1 Thessaloniciens 4.16-17 présente un enlèvement "sur des nuées", pour aller "à la rencontre du Seigneur dans les airs[30]", afin que s'accomplissent les promesses de Jésus, consignées en Jean 13.33-36 et Jean 14.1-3[31],[32] ;
- les élus "règnent [alors] avec Christ pendant mille ans, jugeant le monde et les anges déchus, c'est-à-dire, déterminant la punition devant être exécutée sur eux à la fin des mille ans[33]". Pendant ce temps, selon l'Apocalypse, Satan est enchaîné dans "l'abîme[34]". Les adventistes croient que ce langage signifie que Satan sera contraint à rester sur la Terre, qui, par les "jugements" des "sept dernières plaies[35]" décrites au chapitre 16 de l'Apocalypse, et par le moyen de ce qui arrivera durant la seconde venue du Christ (Apocalypse 19.11-21), aura été entièrement dévastée, et donc partiellement ramenée à son état d'origine, ainsi qu'entièrement dépeuplée des impénitents, qui auront tous été mis à mort[36],[37]. Les pionniers de l'église Adventiste du Septième jour voyaient des confirmations d'une telle pensée dans le fait que les termes hébreux présents en Genèse 1.2 pour décrire la Terre dans son état d'origine (traduits "informe et vide" par Louis Segond) sont utilisés en Jérémie 4.23 — texte qu'ils considéraient être une description de l'état de la Terre à la suite des destructions massives des jugements déjà mentionnés[38]. Dès ses débuts, l'église Adventiste du Septième jour a vu une autre confirmation de ce point de vue dans le fait que le mot grec ἄϐυσσος / ábussos, « sans fond, d’une profondeur immense » — décliné au génitif (ἀϐύσσου / abússou) et à l'accusatif (ἄϐυσσον / ábusson) en Apocalypse 20.1 et 20.3[39], où il est traduit "abîme" dans les Bibles de langue française — est employé par la traduction grecque des Septante (LXX) dans le passage déjà mentionné de Genèse 1.2[40],[33]. Les premiers adventistes du septième jour comprenaient que les jugements décrits (entre autres textes), en Jérémie 4.19-29 et 25.15-33[38], en Apocalypse chapitre 16 et Apocalypse 19.11-21, allaient laisser la terre dans un état de désolation indicible[36],[37]. Or la vision d'Apocalypse 20 décrit Satan lié "pour mille ans" par "une grande chaîne", jeté et enfermé dans "l'abîme", "afin qu'il ne séduisît [trompât] plus les nations jusqu'à ce que les mille ans fussent accomplis[41]." Les Adventistes comprennent donc par ce langage, que Satan sera empêché de quitter la Terre, où il n'aura alors plus personne à séduire, puisqu'ils croient que ceux qui seront revenus "à la vie" régneront "avec Christ" au ciel "pendant mille ans", et que "les autres morts ne" reviendront "point à la vie jusqu'à ce que les mille ans" soient "accomplis[42]."[43],[44],[45] ;
- « Lorsque les mille ans seront écoulés, le Christ, accompagné de ses élus, descendra du ciel sur la terre avec la sainte cité. Les réprouvés morts seront alors ressuscités, et, avec Satan et ses anges, ils investiront la cité ; mais un feu venant de Dieu les consumera et purifiera la terre. Ainsi, l'univers sera libéré à jamais du péché et des pécheurs[46],[47] ». Ces mots indiquent que, contrairement à une grande partie du monde chrétien, les adventistes croient que ce jugement aboutira à une destruction totale, non seulement de Satan et ses anges (les démons) mais aussi des impénitents de la race humaine. C'est-à-dire qu'ils croient que le jugement annoncé par la Bible ne sera pas une punition consistant en d'éternelles souffrances. Les fondateurs de l'Église adventiste du Septième jour croyaient déjà que des souffrances éternelles ne seraient pas méritées par le mal commis dans une vie humaine — si brève en comparaison de l'éternité —, quand bien même il s'agirait de la plus longue et de la plus malfaisante de toutes les vies humaines[48],[49],[50]. Les adventistes voient une grande importance dans le fait que "chacun" sera "jugé selon ses œuvres", "d'après", dit Jean, "ce qui était écrit dans ces livres", et dans le fait que ce jugement de "l'étang de feu" est qualifié de "seconde mort[51]". Ils croient que "Dieu ne veut la destruction de personne" et qu'Il donne donc à chacun le temps de se repentir, mais que ceux qui "rejettent" les invitations de Sa grâce, que ceux qui se "cramponnent" au "péché", "périront avec" le péché "lors de sa destruction[52]" — destruction que l'Apocalypse qualifie de "seconde mort[53]". Or les Adventistes du Septième jour comprennent depuis toujours la mort comme étant un état de totale inexistence[54],[55] : ils ont donc toujours cru que le jugement ne tourmentera personne pour l'éternité, mais qu'il réduira les impénitents en "cendre", c'est-à-dire qu'il "les consumera", et qu'ils deviendront ainsi comme s'ils "n'avaient jamais été" (existé)[56],[46],[57]. Voir, dans la version Segond 1910, Malachie 4.1-3[58] & Abdias 15-16 ;
- « De nouveaux cieux et une nouvelle terre sortiront par la puissance de Dieu des cendres de l'ancien, afin d'être, avec la Nouvelle Jérusalem pour métropole et capitale, l'héritage éternel des saints[59] », « où la justice habitera », et où « Dieu offrira aux rachetés une résidence définitive et un cadre de vie idéal pour une existence éternelle faite d'amour, de joie et de progrès en sa présence, car Dieu habitera avec son peuple, et les souffrances et la mort auront disparu. Le grand conflit sera terminé et le péché ne sera plus. Tout ce qui existe dans le monde animé ou le monde inanimé proclamera que Dieu est amour ; et il régnera pour toujours. Amen[60]. » Voir psaume 37.11, 29 ; Esaïe 35 ; 65.17-25 ; Matthieu 5.5 ; 2 Pierre 3.13 ; Apocalypse 11.15 ; 21.1-7 & 22.1-5[60],[61].

## En tant qu'adjectif politique
Dans le vocabulaire politique, l'expression « millénarisme » peut désigner, de manière métaphorique, une forme de doctrine aspirant à une révolution radicale, qui aboutirait à la mise en place définitive d'un ordre social supposé plus juste, et sans commune mesure avec ce qui a existé jusqu'à présent. Dans cette acception, le terme a pu servir à qualifier aussi bien le communisme avec « le Grand Soir » que le nazisme.